# Alvah Meyer

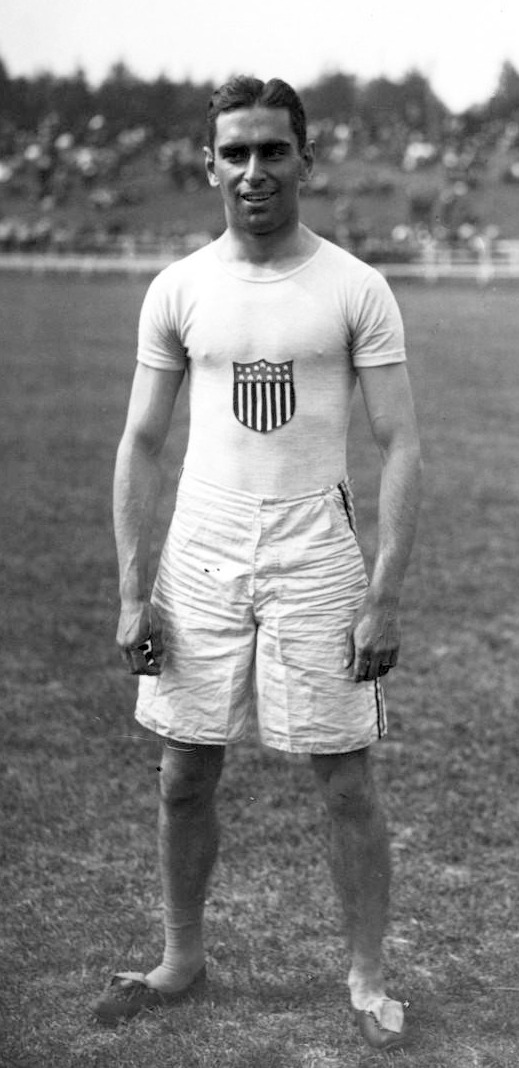
Alvah Meyer, 1912

Alvah T. Meyer (18 de julio de 1888 en Nueva York, murió el 19 de diciembre de 1939 en Tucson, Arizona) fue un atleta estadounidense que compitió en los Juegos Olímpicos de 1912 en Estocolmo.
Meyer ganó la medalla de plata olímpica en atletismo en los Juegos Olímpicos de 1912 en Estocolmo. Terminó segundo en los 100 metros por detrás de su compatriota Ralph Craig. También participó en los 200 metros, pero no llegó a la final.